# 君沢ユウキ
君沢 ユウキ（きみさわ ユウキ、1985年1月31日 - ）は、日本の俳優、モデル。　
京都府京都市出身。キューブ→東宝芸能→えりオフィス→Pasture所属。

## 来歴・人物
父親はボディビルダーをしている。
京都外国語大学中退。
趣味は、スポーツ・旅行・歌・お笑い番組鑑賞。特技は、殺陣や球技、水泳や外国語（英語・スペイン語・ポルトガル語）。
2006年からモデル・俳優として活動を開始し、主に舞台『NARUTO』『東京喰種トーキョーグール』『ミュージカル・テニスの王子様2ndシーズン』など2.5次元ミュージカルに数多く出演する。また、『メイちゃんの執事』や『仮面ライダーW』など特撮・戦隊ものドラマにも出演している。
2016年3月8日にオフィシャルファンクラブ「DAVID'E CLUB（ダビデ倶楽部）」を発足。

## 出演

### テレビドラマ
- 仮面ライダーシリーズ（テレビ朝日）
  - 仮面ライダー電王 第1話・第2話（2007年1月28日・2月4日） - マコト 役　※中野雄一名義
  - 仮面ライダーW（2009年9月 - 2010年5月） - 須藤(園咲)霧彦 役
- Room Of King（2008年10月 - 11月、フジテレビ） - イケメン看護師 役
- メイちゃんの執事（2009年1月 - 3月、フジテレビ） - 乃木坂 役
- イケ麺(新)そば屋探偵〜いいんだぜ!〜（2009年7月 - 9月、日本テレビ） - ユウキ 役
- エンゼルバンク〜転職代理人（2010年1月 - 3月、テレビ朝日） - 北城薫 役
- ホタルノヒカリ2（2010年7月 - 9月、日本テレビ） - 竹林篤志 役
- 外交官・黒田康作（2011年1月 - 3月、フジテレビ） - 鷹村修司 役
- 東野圭吾3週連続放送ブルータスの心臓（2011年6月、フジテレビ）
- 三毛猫ホームズの推理（2012年4月 - 6月、日本テレビ） - 村田刑事 役
- 海賊戦隊ゴーカイジャー 第34話（2011年10月16日） - カイン 役
- 原宿ネストカフェ 第1話（2012年10月7日、TBS）
- 押忍!!ふんどし部!（2013年4月 - 7月、TOKYO MX） - 上条ミツル 役
- ダブルトーン 〜2人のユミ〜（2013年6月、NHK BSプレミアム）
- ごちそうさん 第85回・第148回 - 第150回（2013年9月 - 2014年4月、NHK） - 美中年 役
- クリスマスドラマ 天使とジャンプ（2013年12月、NHK） - 岩垣隆太 役
- 押忍!!ふんどし部!シーズン2〜南海怒涛篇〜（2014年1月 - 3月、TOKYO MX） -  上條ミツル 役
- 新・ミナミの帝王 銀次郎、ついに逮捕!?（2014年1月5日、関西テレビ）
- S -最後の警官-（2014年1月 - 3月、TBS） - 田崎ホセ直也　役
- ペテロの葬列 第1話（2014年7月7日、TBS）
- イタズラなKiss2〜Love in TOKYO 13話 - （2014年11月 - 2015年4月、フジテレビ） - 西垣医師 役
- Re:フォロワー 第9話（2019年12月1日、朝日放送テレビ）[9]
- 田園ボーイズ（2020年、テレビ神奈川他） - 龍一 役
- 闇芝居(生)（2020年9月、テレビ東京） - ヨウスケ 役

### 配信ドラマ
- 快感ストロベリー〜秘蜜の花園〜（2011年9月 - 10月） - 華園帝 役

### 映画
- 仮面ライダー×仮面ライダー W&ディケイド MOVIE大戦2010（2009年） - 園咲霧彦 役
- S -最後の警官-（2015年） - 田崎ホセ直也 役
- カーラヌカン（2018年）[10]
- いなくなれ、群青（2019年） - 野中 役

### バラエティ
- 踊るさんま御殿(2010年7月6日)
- Fake Station-Thursday Midnight!（2018年4月5日 - 、BSフジ） - MC[11]
- 痛快TV スカッとジャパン（2019年1月14日、フジテレビ） - 旦那 役[12]
- 人狼系アドリブ推理バトル『レジスタンスイレブン』（2019年、日テレプラス）[13]
- 君沢ユウキのWould you marry me?（2019年、ONSTAGE）
- 君沢先生のアブない居残り授業（2019年 - 、ONSTAGE）
- 戦国炒飯TV 〜なんとなく歴史が学べる映像〜 （2020年 - 、TOKYO MX、BS11ほか） - 織田信長 役

### オリジナルビデオ
- ネット版 仮面ライダーW FOREVER AtoZで爆笑26連発（2010年） - 園咲霧彦 役

### テレビアニメ
- 忍者コレクション（2020年8月 - 10月、テレビ東京） - 茅 役
- それだけがネック（2020年10月 - 、テレビ東京） - 主演・武藤 役[14]

### ゲーム
- 仮面ライダーバトル ガンバライジング（2022年8月4日） - ナスカ・ドーパント 役[15]
- 仮面ライダーバトル ガンバレジェンズ（2023年） - ナスカ・ドーパント 役
- ROAD59 -新時代任侠区- 摩天楼モノクロ抗争（2025年9月25日） - 八薙バクト 役[16]

### その他のテレビ番組
- ピクニック 夢を追う10人・伊豆半島縦断65キロ（2010年6月、NHK）
- 時代劇法廷「被告人は源頼朝」（2012年2月18日、時代劇専門チャンネル） - 源九郎義経 役
- GACKTなゲーム!?ガメ先手ル! - ゲストプレイヤー
- 歴史漫才 ヒストリーズ・ジャパン（2017年7月 - 9月、東名阪ネット6） - 源義経、野口英世 役

### CM
- 明星食品「一平ちゃん」コクとさらりの絶妙コンビ篇（2007年）
- アート引越センター（2008年）
- ダック引越センター「赤いDuck!」篇（2008年）
- 大塚製薬「ソイカラ」 ソイカラのうた・クリスマス篇（2012年）
- 資生堂「エリクシール シュペリエル」篇、「鎌倉ハリマドンナ」篇（2012年）
- 日本マクドナルド「妻は知らない」篇（2012年）
- NTT西日本「キリカエ」篇（2017年）
- 日産自動車
  - 「リーフに変える。くらしが変わる。こんな場所でも充電」篇（2018年）
  - 「リーフe+ Amazing Moment」篇（2019年）
  - 「スマホでリーフ」篇（2020年）

### 舞台
- ケータイ刑事 銭形海「BS初!ついに舞台だ!〜超豪華!演劇者殺人事件」（2007年7月、赤坂RED/THEATER）
- 渋谷ハチ公前 第5回本公演「煮詰る頃」（2011年1月、恵比寿・エコー劇場）
- 有毒少年（2011年11月、CBGKシブゲキ!!　ほか） - ブリキ大公 役
- 押忍!!ふんどし部!（再演）（2012年1月6日 - 15日、CBGKシブゲキ!!）  - 羽鳥兄弟・長男 役
- 押忍!!ふんどし部!（再々演）（2013年2月　CBGKシブゲキ!!） - 北川心 役
- HIGHカロリーミュージカル Untoucha Boooo!!!（2013年5月、CBGKシブゲキ!!）
- 水木英昭プロデュースvol.15 Entertainment Human Comedy! “幕末時代劇シリーズ"第三弾　SAMURAI挽歌III（2013年6月 - 7月、紀伊國屋ホール ほか）
- Cube neXt『続!!押忍!!ふんどし部!』（2013年9月、CBGKシブゲキ!!） - 北川心 役
- ミュージカル・テニスの王子様2ndシーズン 青学vs四天宝寺（2013年 - 2014年） - 渡邊オサム 役
- MOON SAGA -義経秘伝- 第二章（2014年8月 - 10月、明治座 ほか） - 銀狼丸 役
- ネルフェス2014 in 武道館（2014年11月、日本武道館） - 渡邊オサム 役
- MOON SAGA番外編「義経 熱血学園物語〜第二章〜」（2015年1月、中野サンプラザホール） - 銀狼丸 役
- NARUTO -ナルト-（2015年3月 - 5月、AiiA 2.5 Theater Tokyo ほか） - はたけカカシ 役
- 東京喰種トーキョーグール（2015年7月、AiiA 2.5 Theater Tokyo ほか） - 亜門鋼太朗 役
- 王室教師ハイネ -THE MUSICAL-（2017年9月7日 - 10日、Zeppブルーシアター六本木 / 9月16日 - 18日、森ノ宮ピロティホール） - ローゼンベルク 役
- 劇団TEAM-ODAC 第26回本公演『岸和田少年愚連隊』（2017年9月、全労済ホール/スペース・ゼロ）
- サイバーパンク朗読劇「RAYZ OF LIGHT//VIRAL」（2017年11月18日 - 19日、ユナイテッドシネマ アクアシティーお台場 / 11月26日、ジーベックホール） -  LAW 役
- 牙狼〈GARO〉 -神ノ牙 覚醒-（2017年11月29日 - 12月3日） - コオキ / 魔戒騎士彪旺牙 役
- 『STAGE FES』2017-2018（2017年12月31日、大宮ソニックシティ大ホール）
- RAYZ OF LIGHT//VIRAL DVD発売記念イベント公演（2018年3月22日、渋谷カルチャーカルチャー）
- ミュージカル『陰陽師』～平安絵巻～（2018年春　北京、上海、深圳、東京）
- ミュージカル「Code:Realize」（2018年5月17日 - 20日、シアター1010 / 5月26日 - 27日、森ノ宮ピロティホール）- エルロック・ショルメ 役[17]
- RAYZ OF LIGHT//落陽散花（2018年6月2日 - 3日、天然温泉古代の湯） -  LAW 役
- ジョーカー・ゲームⅡ（2018年6月14日 - 20日、シアター1010 / 6月23日 - 26日、大阪メルパルクホール）- 蒲生次郎 役[18]
- はたらく細胞（2018年11月16日 - 25日、シアター1010）- キラーT細胞 役[19]
- 「pet」─壊れた水槽─（2018年12月5日 - 9日、草月ホール）- 桂木 役[20]
- 『STAGE FES』2018-2019（2018年12月31日、大宮ソニックシティ大ホール）
- DisGOONie「PHANTOM WORDS」（2019年3月15日 - 24日、ヒューリックホール東京）- 英布 役[21]
- 王室教師ハイネ-THE MUSICAL II-（2019年4月11日 - 14日、TOKYO DOME CITY HALL/4月27日 - 28日、神戸国際会館 こくさいホール）
- 舞台「文豪ストレイドッグス 三社鼎立」（2019年6月8日 - 7月10日、日本青年館ホール ほか） - フランシス・F 役[22]
- 『pet』─虹のある場所─（2019年7月29日 ‐ 8月4日、神田明神ホール） - 桂木 役
- 体内活劇 はたらく細胞II（2019年9月27日 - 10月6日、シアター1010） - キラーT細胞 役
- ライブ・スペクタクル『NARUTO -ナルト-』～暁の調べ～（再演）（2019年10月25日 - 12月22日、大阪メルパルクホール 他4会場） - はたけカカシ 役
- 舞台「憂国のモリアーティ」（2020年1月10日 - 19日、EX THEATER ROPPONGI / 1月31日 - 2月2日、梅田芸術劇場） - セバスチャン・モラン 役
- カレイドスコープ-私を殺した人は無罪のまま（2020年2月20日 - 3月1日、新宿FACE）- 浅井幸助 役
- 東京カレンダー THE STAGE 私はもっと上に行ける！（2020年5月15日 ‐ 24日、品川プリンスホテルクラブeX） - 片岡真水 役
- 遙かなる時空の中で3再縁（2020年6月4日 - 14日、サンシャイン劇場 / 6月20日 - 21日、メルパルクホール） - 梶原景時 役
- 舞台「炎炎ノ消防隊」（2020年7月31日 - 8月2日、梅田芸術劇場 シアター・ドラマシティ / 8月6日 - 9日、KT Zepp Yokohama） - 秋樽桜備 役
- サウナーマン ザ・ステージ 〜汗か涙なら問題ない〜（2020年9月4日 - 9月6日、配信上映） - トモヨシ 役
- 劇団ホチキス 第42回本公演「銭に向け叫ぶ2020」（2020年9月24日 - 10月4日、東京芸術劇場 シアターイースト） - 天馬中吉 役
- 劇団鹿殺し ザ・ショルダーパッズ（2020年11月7日 - 15日、あうるすぽっと）
- 舞台「ROAD59 -新時代任侠特区-」（2020年12月24日 - 27日、なかのZERO 大ホール） - 八薙バクト 役
- 舞台「遙かなる時空の中で3 十六夜記」（2021年1月22日 - 31日、サンシャイン劇場） - 梶原景時 役
- 銀岩塩 vol.5 FUSIONICAL STAGE「ABSO-METAL2 〜群盲の逆襲〜」（2021年2月10日 - 14日、こくみん共済 coop ホール／スペース・ゼロ） - マークツー 役
- 舞台『弱虫ペダル』SPARE BIKE篇～Heroes!!～（2021年3月19日 - 21日、サンケイホールブリーゼ / 3月26日 - 28日、日本青年館ホール） - 小関将 役
- 舞台「ROAD59 -新時代任侠特区-」摩天楼ヨザクラ抗争（2021年4月15日-18日、KAAT神奈川芸術劇場 ホール） - 八薙バクト 役
- 舞台『純情ロマンチカ』（2021年4月29日 - 5月2日、草月ホール） - 宇佐見秋彦  役
- 舞台『まわれ!無敵のマーダーケース!!』（2021年5月26日 - 30日、博品館劇場）
- 舞台 水木英昭プロデュース vol.25 Entertainment Human Comedy！『レイジーミッドナイト』（2021年6月30日 - 7月4日、紀伊國屋サザンシアター TAKASHIMAYA）
- デュラララ!!〜円首方足の章〜（2021年8月1日 - 7日、日本青年館ホール / 8月13日 - 15日、名古屋文理大学文化フォーラム 大ホール / 8月20日 - 22日、COOL JAPAN PARK OSAKA WWホール） - 門田京平 役[23]
- Paradox Live on Stage（2021年9月9日 - 12日、品川ステラボール / 9月16日 - 19日、梅田芸術劇場シアタードラマシティ） - 西門直明 役 ※大阪公演中止[24][25]
- ライブ・スペクタクル「NARUTO-ナルト-」～うずまきナルト物語～（2021年12月4日 - 13日、日本青年館ホール / 12月25日 - 2022年1月2日、メルパルク大阪 ホール）- はたけカカシ 役[26]
- 舞台『炎炎ノ消防隊 -破壊ノ華、創造ノ音-』（2022年1月18日 - 23日、KT Zepp Yokohama / 1月27日 - 30日、サンケイホールブリーゼ） - 秋樽桜備 役[27] ※大阪公演中止
- わが友ヒットラー（2022年3月19日 - 27日、すみだパークシアター倉）- エルンスト・レーム 役[28]
- 薔薇王の葬列（2022年6月10日 - 19日、日本青年館ホール）- エドワード 役[29]
- 舞台「ゲゲゲの鬼太郎」（2022年7月29日 - 8月15日、明治座 / 8月19日 - 28日、梅田芸術劇場メインホール）[30] - 水木 役
- ライブ・スペクタクル「NARUTO -ナルト-」～忍界大戦、開戦～（2022年9月17日 - 25日、天王洲 銀河劇場 / 10月1日 - 10日、神戸文化ホール中ホール / 10月15日 - 22日、天王洲 銀河劇場） - はたけカカシ 役
- 音楽劇「ジェイド・バイン」（2022年11月17日 - 23日、シアター1010）- オーキッド・ハリソン 役[31]
- 殺陣まつり～和風三国志～（2022年12月15日 - 18日、明治座）- 関羽 役[32]
- 風都探偵 The STAGE（2022年12月29日 - 2023年1月15日、サンシャイン劇場 / 1月19日 - 25日、梅田芸術劇場 シアター・ドラマシティ） - 万灯雪侍 役[33]
- STAGE FES 2022-2023（2022年12月31日、TACHIKAWA STAGE GARDEN）- 西門直明 役[34]
- 舞台『鋼の錬金術師』（2023年3月8日 - 12日、新歌舞伎座 / 3月17日 - 26日、日本青年館ホール）- ジャン・ハボック 役[35]
- 舞台「文豪ストレイドッグス 共喰い」（2023年6月9日 - 11日、COOL JAPAN PARK OSAKA WWホール / 6月22日 - 7月2日、日本青年館ホール） - フランシス・F 役[36]
- 狂音文奏楽「文豪メランコリー」（2023年7月7日 - 7月9日、六行会ホール） - 江戸川乱歩 役[37]
- ライブ・スペクタクル『NARUTO-ナルト-』～忍の生きる道～（2023年10月8日 - 11日、KAAT神奈川芸術劇場 ホール / 10月18日 - 22日、AiiA 2.5 Theater Kobe / 10月28日 - 11月5日、TOKYO DOME CITY HALL） - はたけカカシ 役[38]
- 獣愛ブースト音楽劇『Lamento -BEYOND THE VOID-』（2024年2月16日 - 25日、品川ステラボール） - ラゼル 役[39]
- 舞台『みんな出ておいで〜』（2024年3月5日 - 10日、DDD青山クロスシアター）[40]
- Homecoming Party『START』（2024年3月23日、品川プリンスホテル クラブeX）[41]
- 舞台『鋼の錬金術師』-それぞれの戦場-（2024年6月8日 - 16日、日本青年館ホール / 6月29日 - 30日、SkyシアターMBS）[42]
- 舞台『ビューティフル・サンデイ』（2024年7月25日 - 8月4日、六本木トリコロールシアター）[43]
- 笑いの実践集団 vol.2 リーディングアクト『他人地獄』〜ジャン＝ポール・サルトル『出口なし』より〜（2024年10月4日 - 6日、シアター・アルファ東京）[44]
- 舞台『ぐらんぶる』（2024年11月13日 - 17日、Mixalive TOKYO Theater Mixa） - 寿竜次郎 役[45]
- 舞台『鬼神の影法師』-千年双月篇-（2025年1月9日 - 21日、あうるすぽっと）[46]
- 生演奏朗読劇『桜桃探偵舎』（2025年5月5日、日経ホール）[47]
- 復刻 舞台 増田こうすけ劇場 ギャグマンガ日和 〜奥の細道 地獄のランウェイ編〜（2025年10月31日 - 11月9日〈予定〉、雷5656会館 ときわホール） - 三蔵法師 役[48][49]
- 『美男高校地球防衛部LOVE!LOVE!』on STAGE（2025年10月9日 - 13日〈予定〉、ヒューリックホール東京） - 箱根強羅 役[50]
- 舞台『虚の王:‖』（2025年12月11日 - 18日〈予定〉、IMAホール）[51]

### ライブ
- 神威♂楽園 de マトメナ祭（2014年11月29日 - 12月28日） - ユウキ先輩　役
- 氣志團万博2015（2015年9月19日、袖ケ浦海浜公園）
- HALLOWEEN PARTY 2015（2015年10月23日、幕張メッセ国際展示場）
- ニコニコ超パーティー2015（2015年10月25日、さいたまスーパーアリーナ）
- 神威♂楽園 de ダシテクダ祭（2015年10月28日 - 11月11日） - ユウキ先輩 役
- 2.5次元男子。LIVE2023 ～僕たちのHot Summer～（2023年6月14日、LINE CUBE SHIBUYA）[52]
- 2.5次元男子。LIVE 2025〜推しメンCLUBへようこそ〜（2025年7月11日〈予定〉、LINE CUBE SHIBUYA）[53]

### ラジオ
- USEN「舞台やろうっ！nother side」（2020年2月 - 3月）パーソナリティ

## 書籍
- 君沢ユウキ1st写真集『艶』（2019年11月25日）